# Vertrekstaat

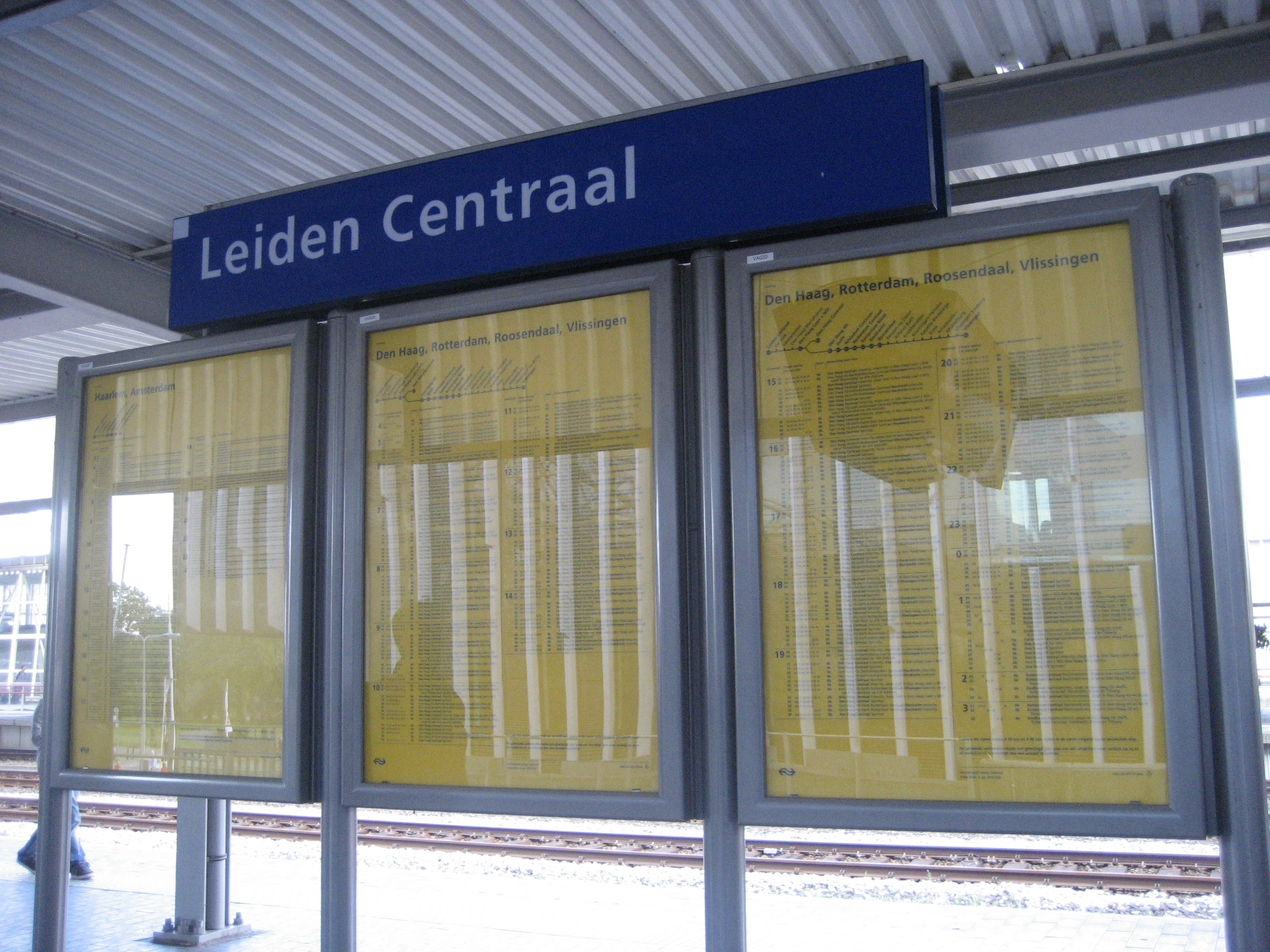
Vertrekstaten van de NS op station Leiden Centraal.

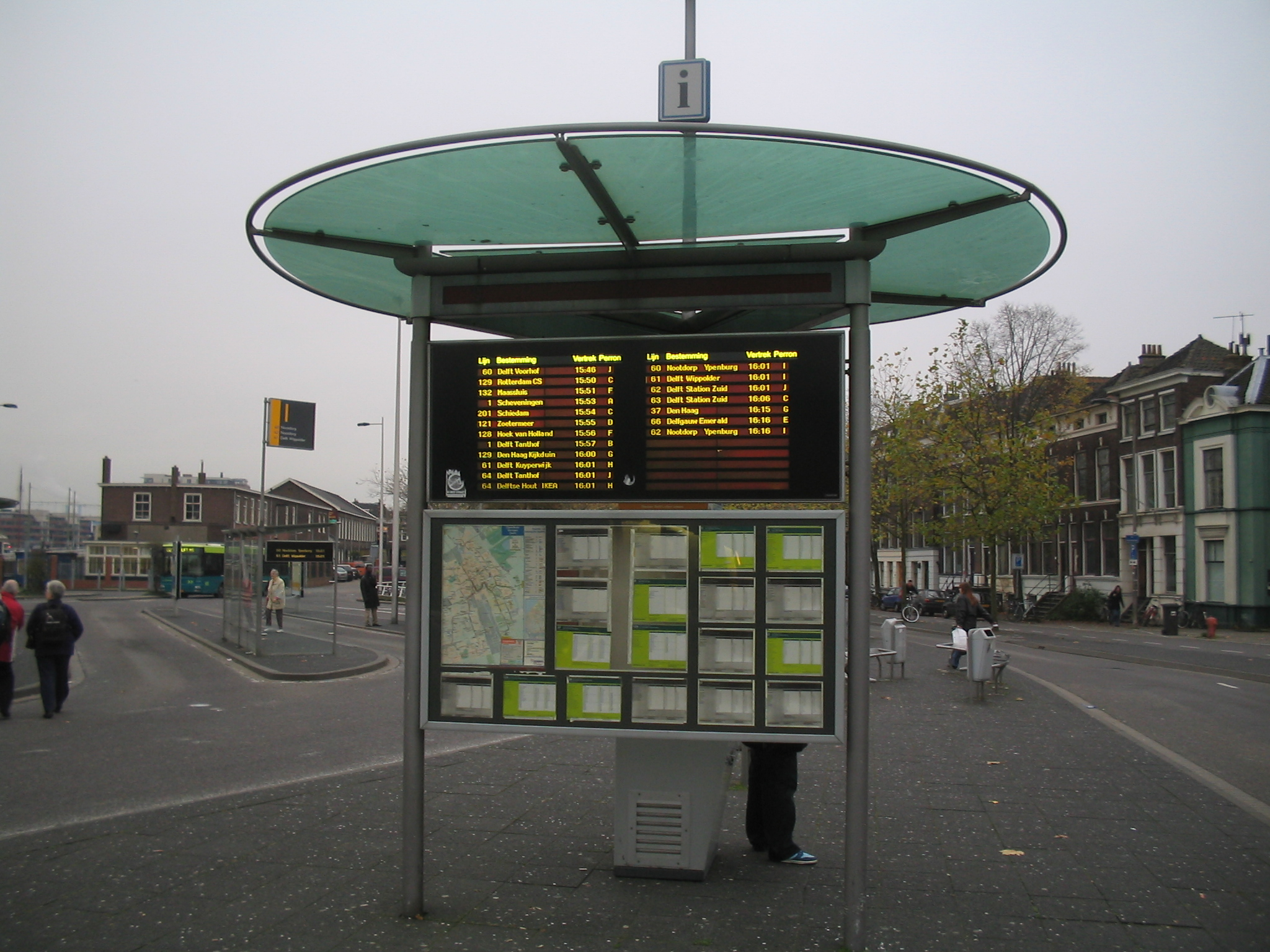
Een dynamisch reizigersinformatiesysteem met daaronder een kaart en vertrekstaten op station Delft.

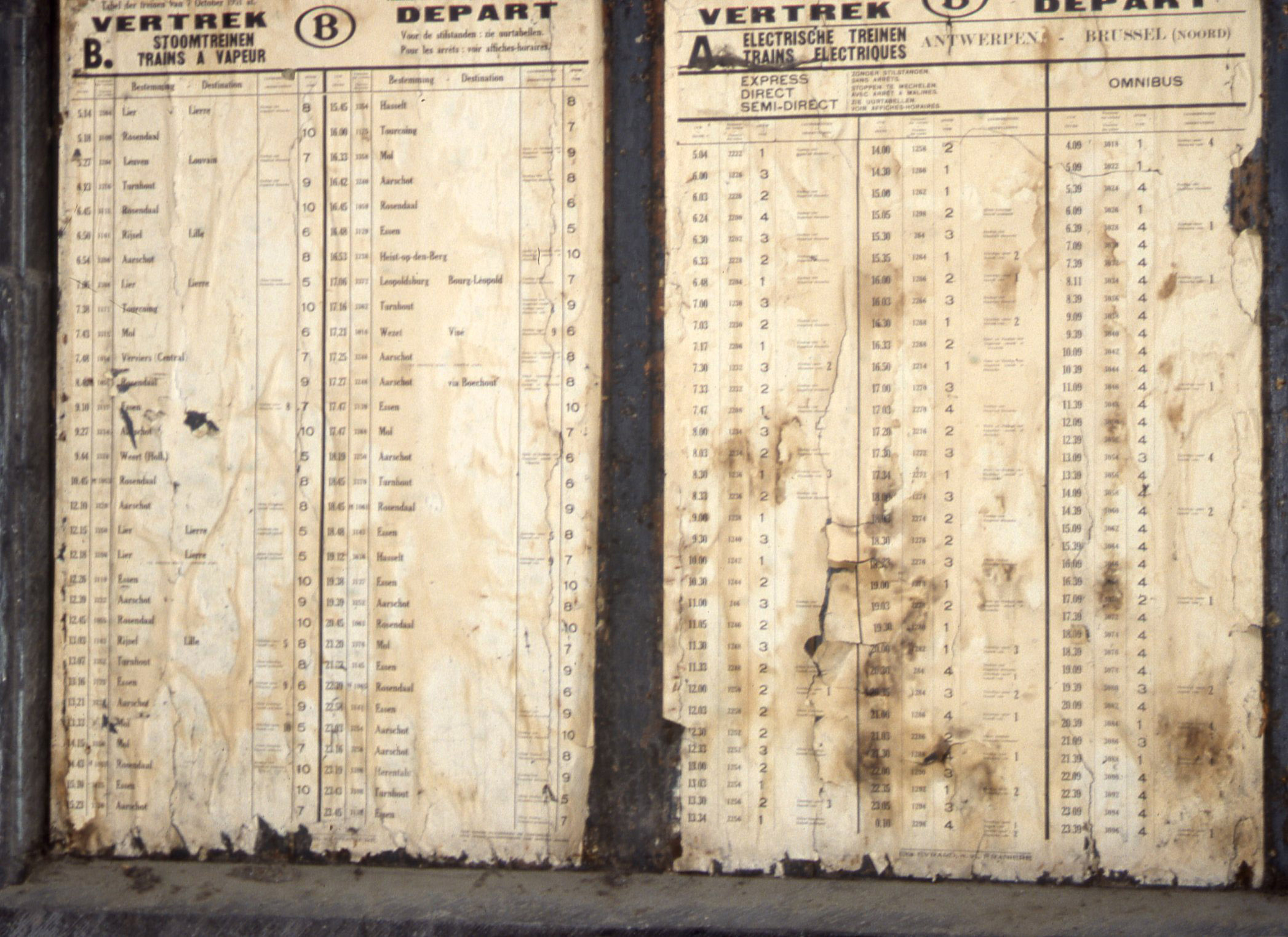
Oude vertrekstaten van de NMBS in het station Antwerpen-Centraal

Een vertrekstaat is een overzicht van de dienstregeling van een bepaald traject in het openbaar vervoer. Vertrekstaten zijn vaak beschikbaar bij bus- en tramhaltes en bij treinstations in de stationshal en/of op individuele perrons. Vaak zijn vertrekstaten ook digitaal beschikbaar op de website van de betreffende vervoerder. 
Een vertrekstaat bestaat over het algemeen uit een tabel met de vertrektijden per bestemming. Eventueel worden ook andere haltes en/of stations van het traject vermeld. Een vertrekstaat is meestal gesitueerd op een muur, glasplaat of paal op een perron of halte. 
Tegenwoordig zijn op treinstations en drukke bus- en tramhaltes dynamische reizigersinformatiesystemen aanwezig die een actuele weergave van de vertrektijden geven en daarmee afwijkingen van de dienstregeling kunnen opvangen. Deze informatieborden geven echter geen overzicht van de dienstregeling als geheel.